# Vaccinium ovatum
Vaccinium ovatum är en ljungväxtart som beskrevs av Frederick Traugott Pursh. Vaccinium ovatum ingår i Blåbärssläktet, och familjen ljungväxter. Inga underarter finns listade i Catalogue of Life.

## Bildgalleri

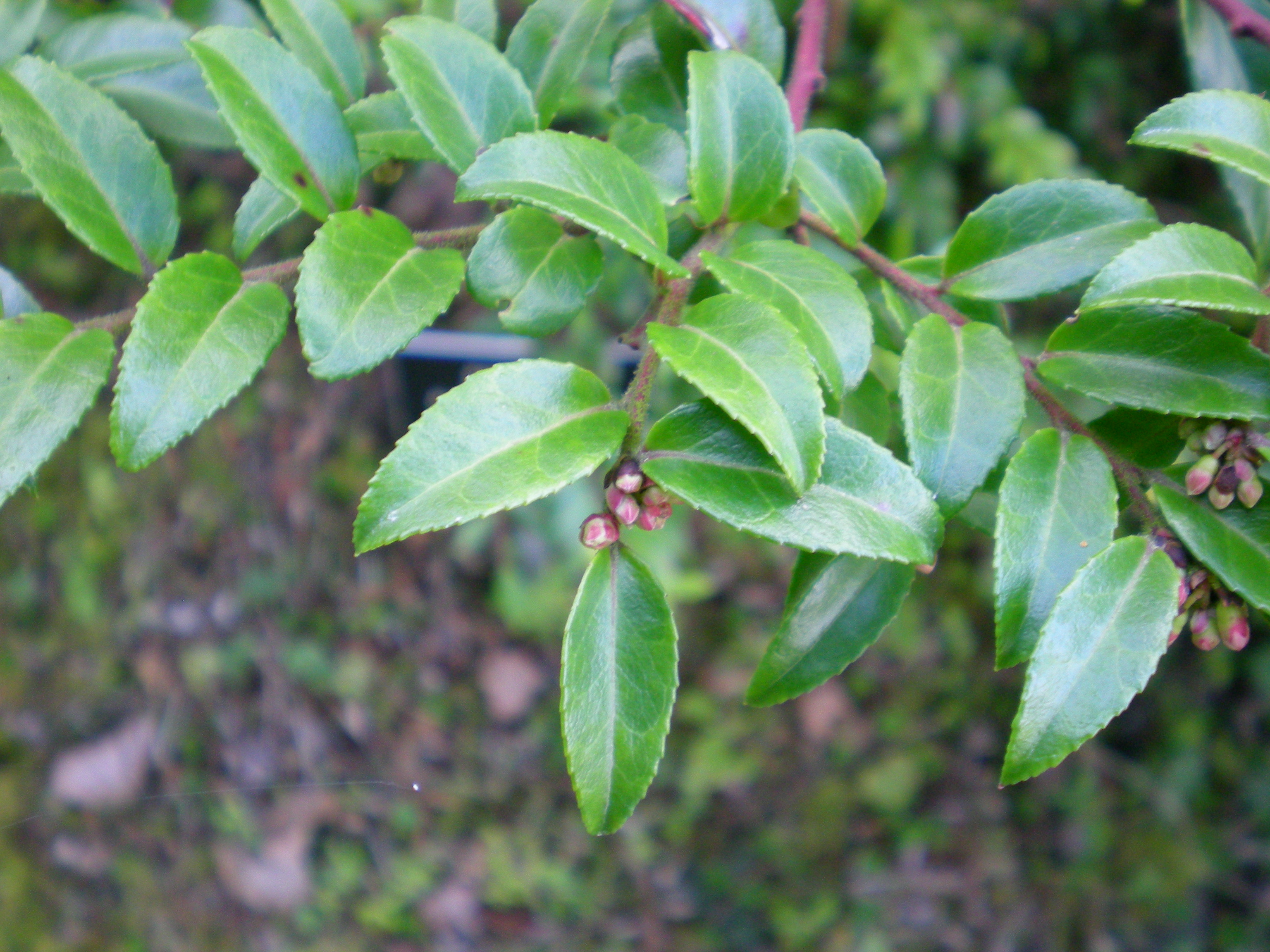
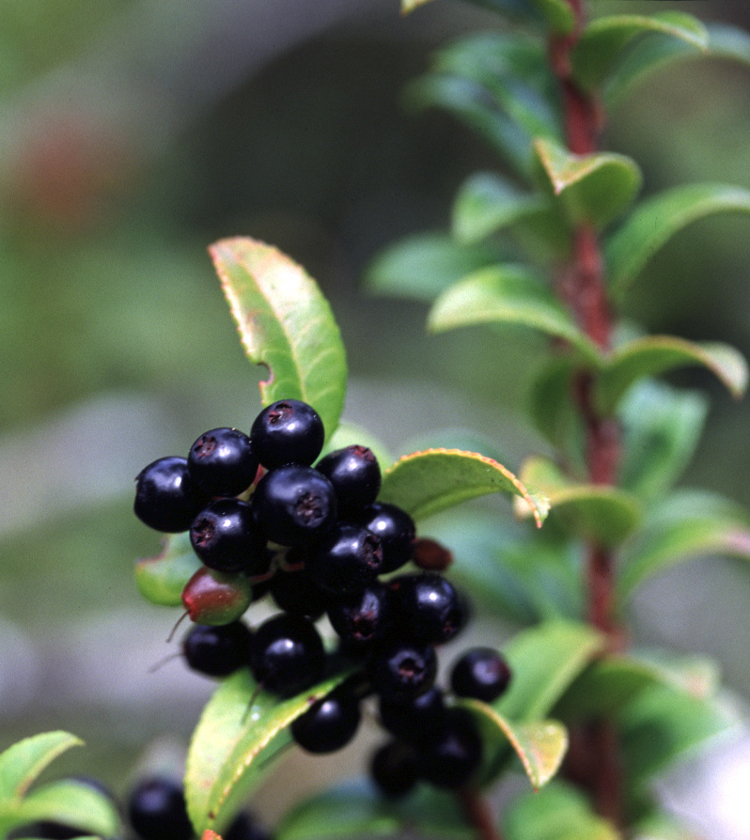